# Cailifoquan

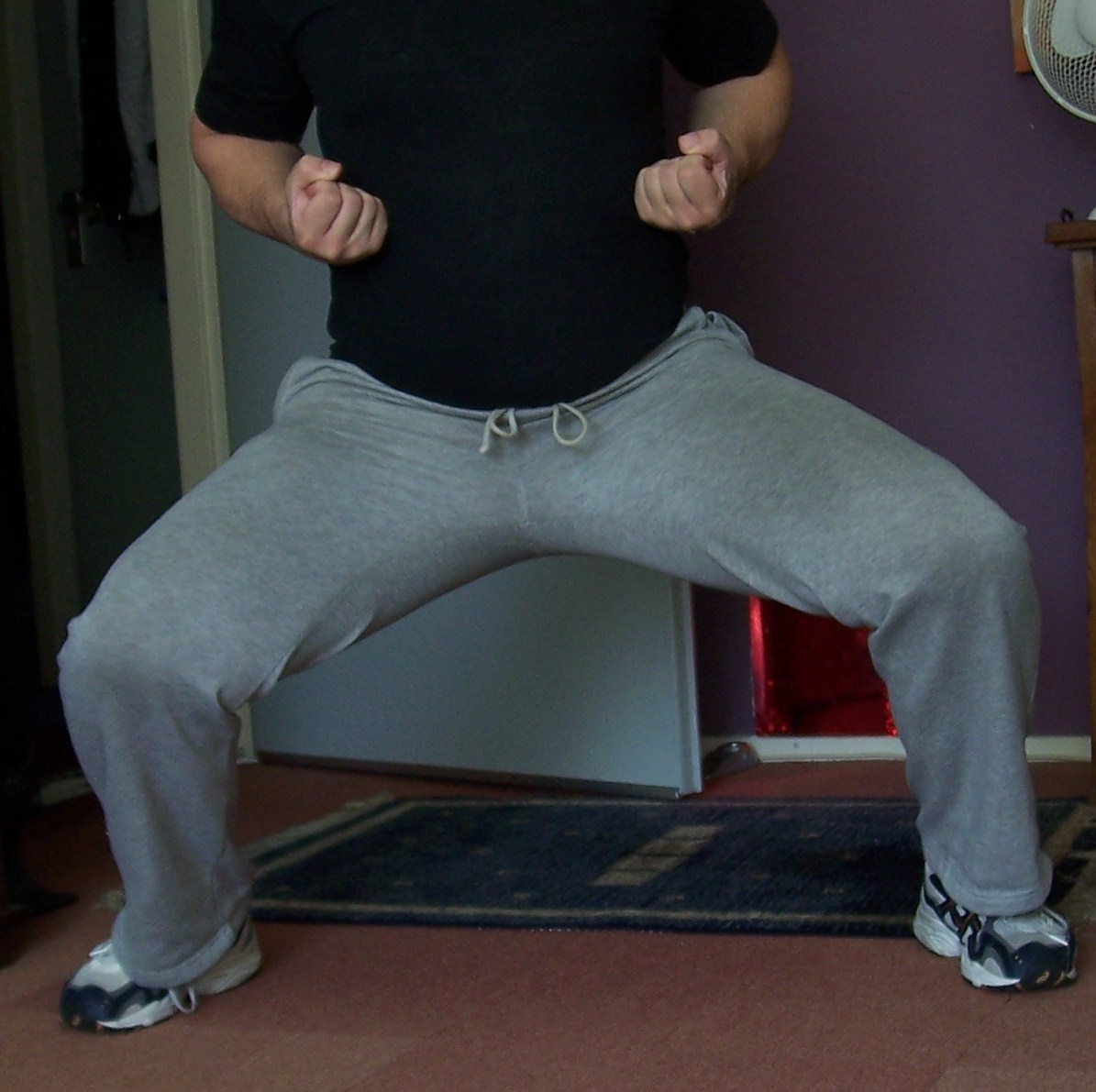
Seipingma, tzw. Pozycja Jeźdźca w Choy Li Fut

Cailifoquan, 蔡李佛拳, w transkrypcji angielskiej z dialektu kantońskiego Choy Li Fut Kung Fu (spotyka się pisownie Choy Lee Fut, Choy Lay Fut, itp.) jest to jeden z najlepiej poznanych systemów walki na świecie, słynący z wielkiej skuteczności w walce. Jest jedną z odmian kung-fu najszerzej uprawianą poza granicami Chin. Opracowany w pierwszej połowie XIX wieku przez Chan Heunga na południu Chin, ćwiczony jest w kilku odmianach (Kong Chow, King Mui, Fan Sat, Hung Sing, ...) i rozprzestrzenił się na wszystkich kontynentach świata.

## Twórca – Chan Heung 陈享（pinyin: Chén Xiǎng) 1806－1875 r.
Twórca stylu – mistrz Chan Heung urodził się w roku 1806, w wiosce Jingmei w okręgu Xinhui – prowincja Guangdong. Jego pierwszym nauczycielem kung-fu był wuj Chan Yuen-wu, a naukę rozpoczął w wieku siedmiu lat. Wrodzony talent i ciężki trening pozwoliły mu w wieku kilkunastu lat osiągnąć poziom, który był tak wysoki, że mógł w imieniu wuja otworzyć szkołę kung-fu w mieście Sun Wui, która z upływem czasu zdobyła uznanie i zdobyła wielu uczniów.
FORMY WALKI
Jest 49 form walki bez broni (10 podstawowych, 10 średnio zaawansowanych i 29 zaawansowanych).

## Legenda

### Mistrz Li Yau-san
Pewnego dnia do miasta przybył słynny mistrz Li Yau-san (uczeń buddyjskiego mnicha Ji Sin), z zamiarem otworzenia szkoły kung-fu. W tamtym okresie Li Yau-san był uważany za jednego z najlepszych zawodników. Ponieważ Chan Heung lubił walczyć, postanowił więc sprawdzić swoje umiejętności. Zaatakował mistrza Li, gdy ten opuszczał restaurację – objął go rękoma i próbował obalić na ziemię. Mistrz Li przyjął atak bardzo spokojnie, ugiął kolana w taki sposób, iż Chan Heung nie potrafił go poruszyć. Następnie obrócił się i kopnął napastnika z taką siłą, że został on odrzucony na odległość kilku kroków do tyłu. Mistrz Li był bardzo zdziwiony, że jego przeciwnik podniósł się bez większych obrażeń. Zapytał go z jakiej szkoły pochodzi i co było powodem tego podstępnego ataku. Zawstydzony Chan Heung odpowiedział, że atak był jego własnym pomysłem i miał na celu sprawdzenie niedoskonałych jeszcze umiejętności oraz że nie chciałby mieszać w tę historię swojego nauczyciela. Kiedy znacznie później Chan Heung usłyszał jak mistrz Li wspominał, że ktoś tak zdolny jak on marnuje swoje życie z powodu zarozumiałości, zrezygnował z funkcji głównego instruktora w szkole swojego wuja i wstąpił do szkoły mistrza Li, gdzie pozostał przez prawie pięć lat.

### Mnich Choy Fook
Pewnego dnia postanawiają odszukać mnicha Choy Fook, który słynął w okolicy ze swoich umiejętności leczenia. Mistrz Li uznał, że jeżeli ktoś potrafi tak wspaniale leczyć, musi także potrafić walczyć. Zaciekawieni próbują go odszukać, jednak w bramie klasztoru spotykają mnicha, który twierdził, że mnich Choy Fook udał się na spacer, a on jest jego uczniem i może ich tylko zaprosić na herbatę. Oczekując spostrzegli ze zdumieniem, jak starszy człowiek rąbał drzewo na opał gołą ręką. Chcąc sprowokować go do dalszego pokazu mistrz Li podszedł do kamiennego żarna i kopnął je z taką siłą, że przesunęło się ono na odległość kroku. Starszy człowiek przyglądał się temu ze spokojem, a następnie podszedł do żarna i jednym ciosem odłamał kawałek płyty, zmieniając go w dłoni w piasek. Rzucił piaskiem w oczy mistrza Li stwierdzając, że to właśnie on jest mnichem Choy Fookiem, a ten piasek jest odpowiedzią dla takich intruzów jak oni.
Mistrz Li ukłonił się i odszedł, a Chan Heung rozumiejąc że nadarza się wspaniała okazja dalszego ćwiczenia kung-fu u mistrza o wyższych umiejętnościach. Upadł przed mnichem na kolana i błagał go o przyjęcie na ucznia. Mnich Choy Fook po długim namyśle stwierdził, że może go przyjąć na ucznia, jeżeli ten spełni jego trzy warunki:
- pozostanie w świątyni przez okres dziesięciu lat,
- przyrzeknie, że nie będzie wykorzystywał swoich umiejętności do zabijania i nie będzie się przechwalał wiedzą,
- kopnięciem wróci kamienne żarna na swoje miejsce.

Chan Heung stosunkowo łatwo spełnił trzeci warunek i tak został uczniem mnicha Choy Fooka. Przez kolejne dziesięć lat doskonali swoje kung-fu, doprowadzając je do perfekcji. Mnich Choy Fook był gotowy odesłać Chan Heunga do domu lecz stwierdził, że aby zostać prawdziwym mnichem należy także poznać drogę Buddy, tradycyjną medycynę i sześć magicznych wersetów. Chan Heung zdecydował się pozostać z mnichem Choy Fookiem przez kolejne dwa lata. Kiedy Chan Heung powrócił do rodzinnej wioski otworzył szpital dla biednych i chorych, a dopiero pod wpływem rodziny otworzył szkołę walki nazwaną hung sing gwoon. Chan Heung nazwał ten styl choy li fut w uznaniu dla swoich nauczycieli. Tak więc CHOY – od nazwiska mnicha Choy Fooka, LI – w uznaniu dla mistrza Li Yau-sana, oraz FUT – co w dialekcie kantońskim oznacza Buddę, co z kolei oznacza "pokojową sztukę". A więc kung fu ma służyć wyłącznie do celów samoobrony.